# Seminario vescovile di Acireale
Il Seminario Vescovile di Acireale è il seminario della diocesi di Acireale.

## Storia
Il Seminario di Acireale sorge nello slargo di S. Martino, di fronte alla chiesetta omonima, sorta nel 1660 come chiesa patronale e ceduta alla Curia nel 1984. In origine era una casa di campagna edificata nel Seicento. Successivamente, intorno al 1861, vi fu realizzato il Collegio San Martino, che ebbe vita dal 1861 al 1878, fondato da padre Tommaso Patanè, un sacerdote domenicano. Con la fondazione della diocesi di Acireale il 3 giugno 1872 e l'ingresso ufficiale del primo vescovo, Gerlando Maria Genuardi, nasce la necessità di trovare un luogo per fondare il seminario diocesano; fu allora che padre Francesco Grassi Mangani, primo sacerdote incaricato di gestire il seminario, preposito dell'oratorio di San Filippo Neri, pensò di acquistare i locali dell'ex collegio San Martino. Con lui altri sacerdoti fondarono una società per raccogliere i fondi per le ristrutturazioni.  Il 15 dicembre 1881 fu inaugurato il nuovo seminario sotto la guida di un giovane sacerdote, il primo rettore, don Alessandro Amato. Fu completato alla fine dell'Ottocento in varie fasi, culminate nel 1885 con la realizzazione dell'elegante facciata e delle inferriate su disegno dell'ingegnere Mariano Panebianco. Frequentò il seminario il futuro Don Luigi Sturzo.

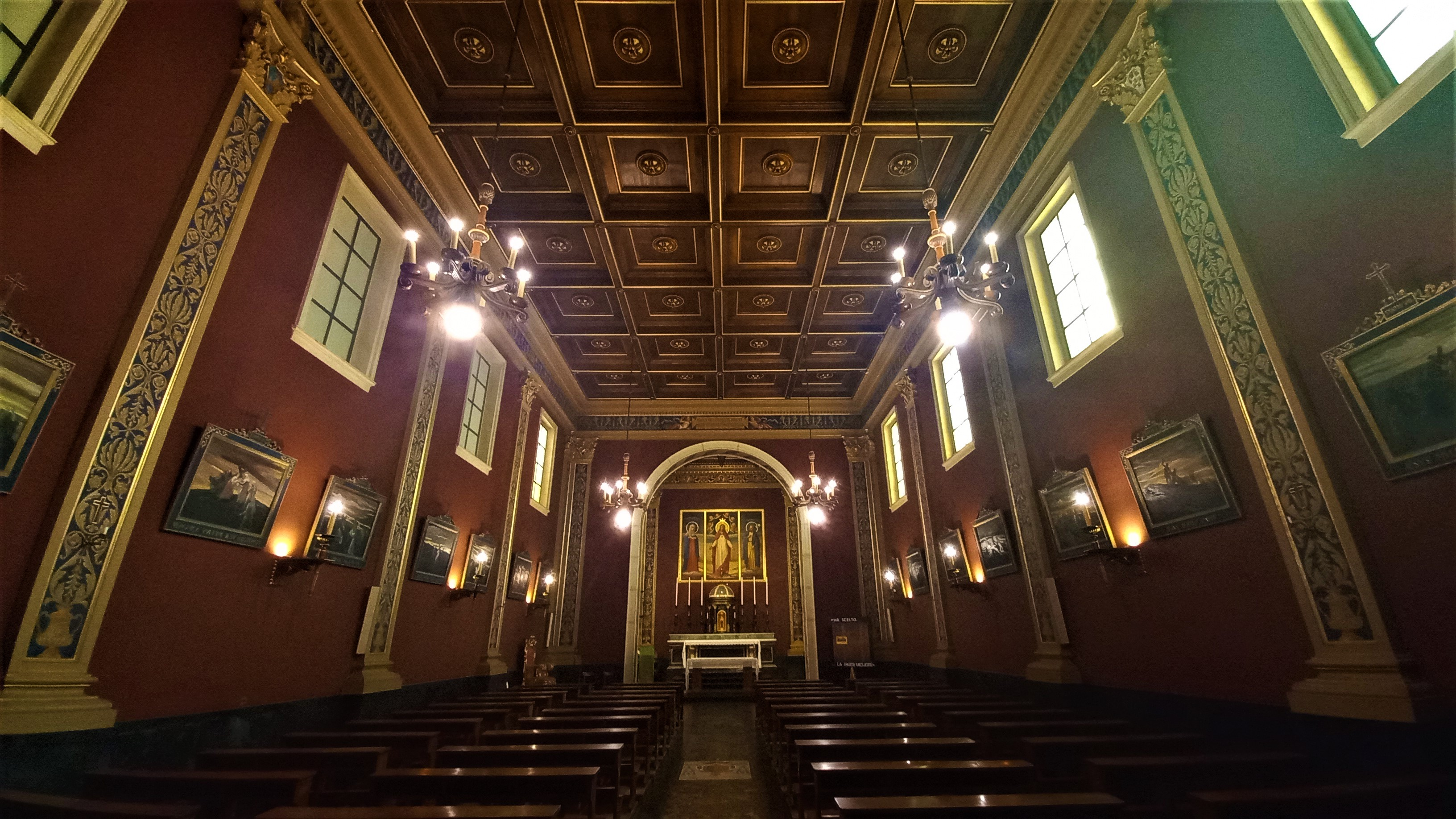
La cappella del SS. Cuore di Gesù sita nel seminario

## Descrizione

### Cappella e atrio
La cappella, dedicata al SS. Cuore di Gesù, fu costruita alla fine degli anni '30 del Novecento (sotto il progetto dell'ingegnere Salvatore Vicari) e consacrata il 7 giugno 1940. Antistante a essa si trova un atrio ricco di decorazioni Paleocristiane con, ai lati del portone che fa accedere al Sacro Tempio, due angeli raffigurati in modo maestoso e solenne. Si presenta con pareti di color rosso. Ricca di decorazioni che seguono lo stile       "revival rinascimentale" presenti nelle paraste, sormontate da capitelli corinzi con all'interno gli stemmi dei comuni della diocesi. Il soffitto è cassettonato. Al centro della cappella, nel pavimento, si trova l'araldica del vescovo Salvatore Russo che fece costruire la cappella. Presente ai lati della cappella la Via Crucis realizzata (così come tutte le decorazioni presenti nell'atrio e nella cappella stessa) dal pittore Francesco Patanè. Da notare nel presbiterio lo stemma di tutti i vescovi che si sono succeduti dalla fondazione della diocesi fino alla costruzione del Tempio Santo, e i medaglioni di molti santi cari al seminario. Nella parte inferiore dell'altare sono presenti tre formelle in bronzo realizzate dallo scultore Giuseppe Pirrone (Elia che riceve il pane in nutrimento nel deserto, Melchisedech che offre il pane e il vino a Dio e l'Ultima Cena). Sopra il tabernacolo è esposto il trittico, anch'esso del Patanè rappresentante il SS Cuore di Gesù, con ai lati la Madonna e S. Giuseppe. Nel tabernacolo c'è una porticina in argento raffigurante l'Annunciazione e nella parte interna degli angeli contornati da una doratura. Accanto la cappella si trova la sagrestia arredata con mobili in stile art déco degli anni '30.

### Salone

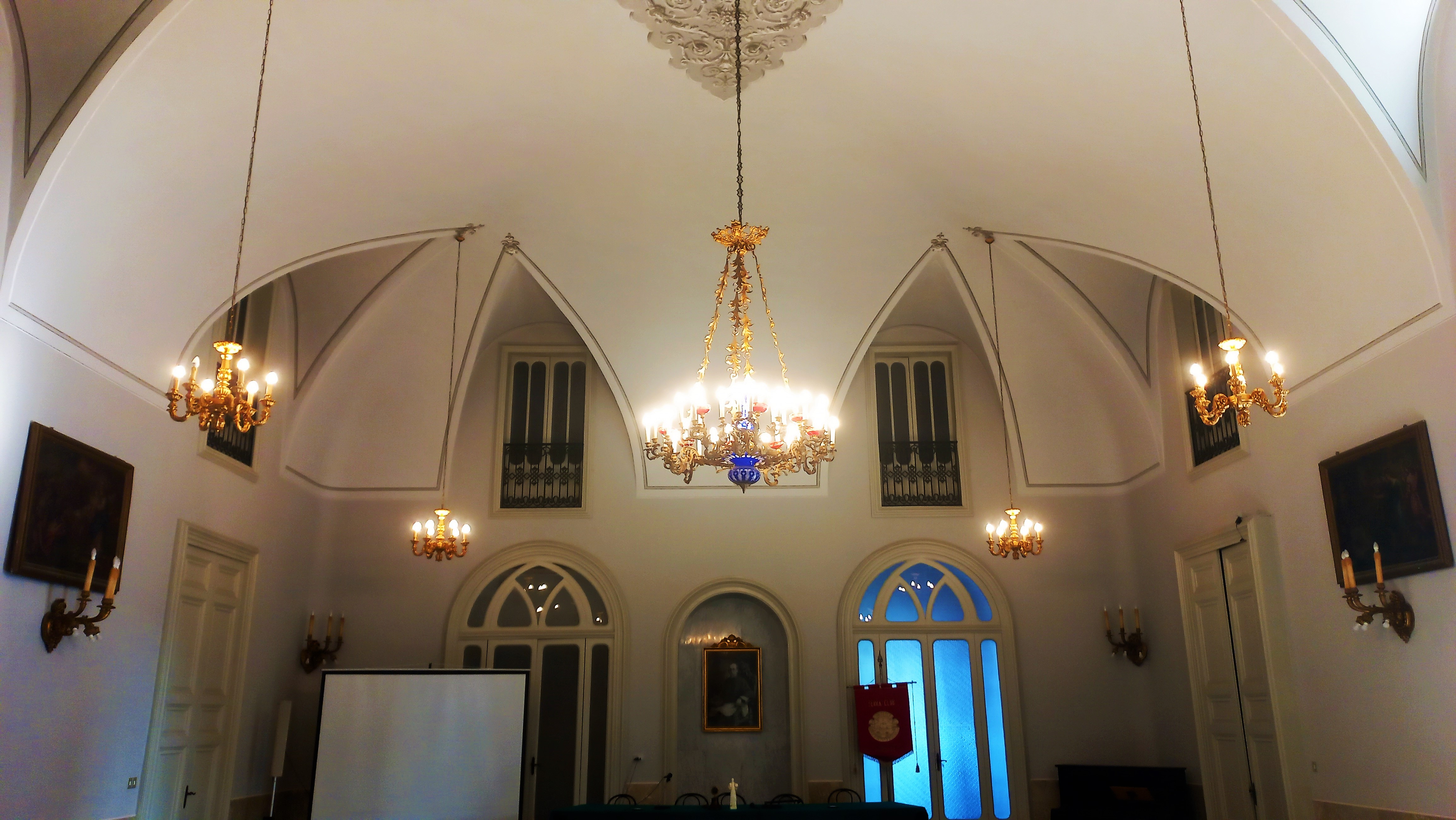
Il salone del seminario

Il salone anticamente veniva utilizzato come sala da studio e per le grandi ricorrenze, oggi è usato come sala conferenze. Caratteristica è la buona acustica favorita dalla grandezza, dalla forma e dai materiali usati per la struttura. L'ambiente, non ricchissimo di decorazioni, conserva:
- il grande lampadario risalente all'epoca del collegio san Martino;
- il pavimento marmoreo ristrutturato per volontà di monsignor Pasquale Bacile con al centro lo stemma dello stesso Vescovo;
- i quadri che sono il San Tommaso D'Aquino (realizzato dall'artista Antonino Bonaccorsi), e le quattro tele opera di Pietro Paolo Vasta ritraenti quattro scene dalle Sacre Scritture (due dell'Antico Testamento ovvero l'Apparizione di tre angeli ad Abramo e Il Matrimonio tra Isacco e Rebecca; e due del Nuovo Testamento ovvero La Visita dei Re Magi e la Presentazione al tempio di Gesù).

### Fondo antico

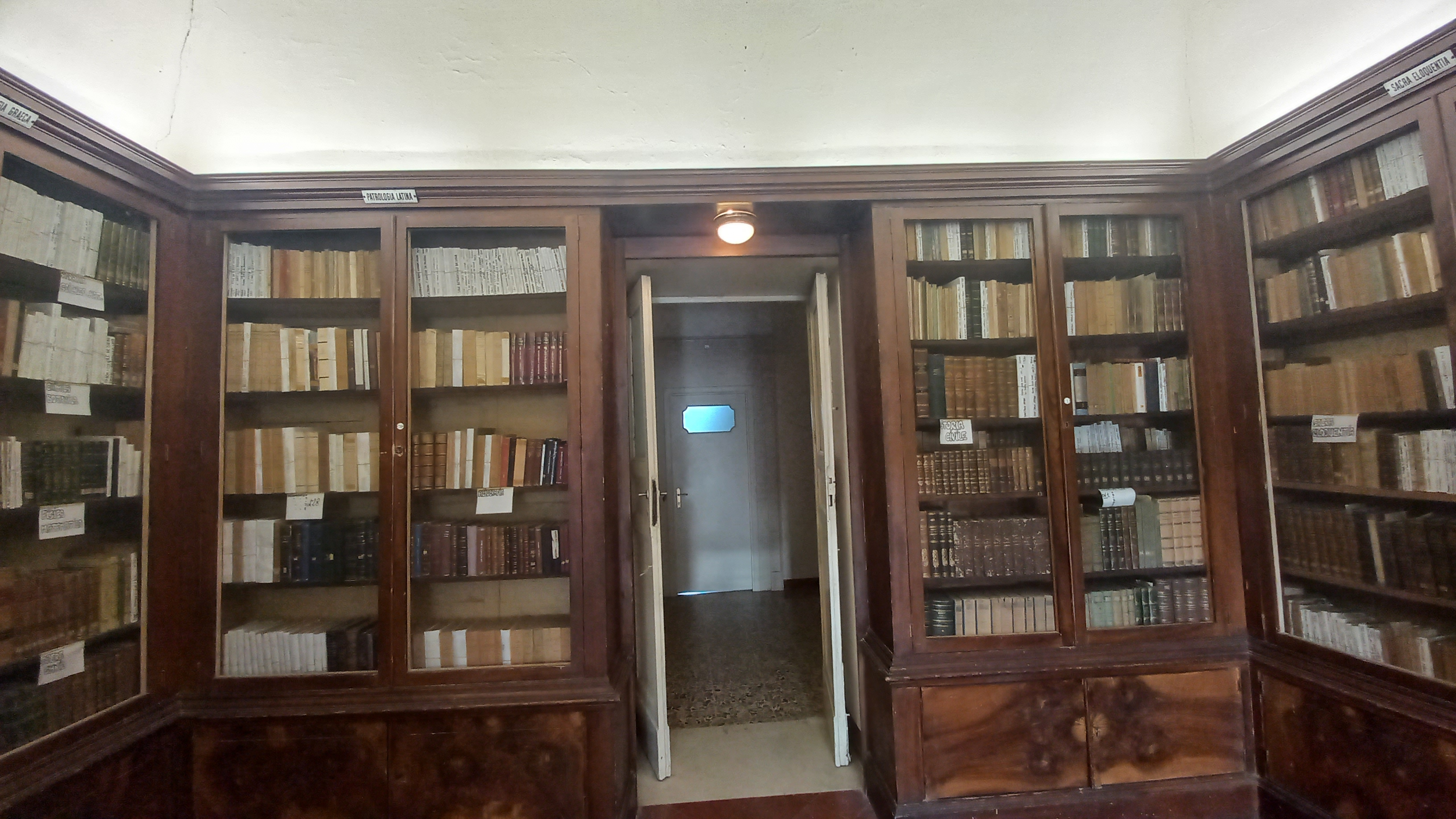
Il fondo antico

Alla fine del XIX secolo comincia a formarsi il nucleo della biblioteca collocato al primo piano, destinato poi ad accrescersi con donazioni di libri antichi e pregevoli. È il fondo antico (oggi facente parte della Biblioteca Centrale Diocesana), diviso in due stanze, dove sono collocati, nella prima stanza, le varie sezioni con opere a stampa dal XIX al XX secolo (e un busto in gesso di papa Leone XIII), nella seconda libri come manoscritti, cinquecentine, ed opere a stampa del XVII – XIX secolo.

### Pianterreno
Nel pian terreno del seminario, vicino all'ingresso, si collocano la sala dei ritratti e altre salette di studio.